# Пітерстаун (Західна Вірджинія)
Пітерстаун (англ. Peterstown) — місто (англ. town) в США, в окрузі Монро штату Західна Вірджинія. Населення — 448 осіб (2020).

## Географія
Пітерстаун розташований за координатами 37°23′56″ пн. ш. 80°47′42″ зх. д. / 37.39889° пн. ш. 80.79500° зх. д. (37.398976, -80.795017).  За даними Бюро перепису населення США в 2010 році місто мало площу 0,82 км², уся площа — суходіл.

## Демографія
Згідно з переписом 2010 року, у місті мешкали 653 особи в 287 домогосподарствах у складі 171 родини. Густота населення становила 797 осіб/км².  Було 333 помешкання (406/км²).
Расовий склад населення:
| - 97,9 % — білих - 0,5 % — корінних американців - 0,2 % — чорних або афроамериканців |

До двох чи більше рас належало 1,1 %. Частка іспаномовних становила 0,6 % від усіх жителів.
За віковим діапазоном населення розподілялося таким чином: 24,8 % — особи молодші 18 років, 55,0 % — особи у віці 18—64 років, 20,2 % — особи у віці 65 років та старші. Медіана віку мешканця становила 36,4 року. На 100 осіб жіночої статі у місті припадало 91,5 чоловіків;  на 100 жінок у віці від 18 років та старших — 86,7 чоловіків також старших 18 років.
Середній дохід на одне домашнє господарство  становив 38 784 долари США (медіана — 34 875), а середній дохід на одну сім'ю — 51 639 доларів (медіана — 44 934). За межею бідності перебувало 16,3 % осіб, у тому числі 19,8 % дітей у віці до 18 років та 0,0 % осіб у віці 65 років та старших.
Цивільне працевлаштоване населення становило 179 осіб. Основні галузі зайнятості: освіта, охорона здоров'я та соціальна допомога — 31,3 %, виробництво — 12,8 %, мистецтво, розваги та відпочинок — 12,3 %.